# Alfons Durán-Pich
Alfons Durán-Pich, és un sociòleg, psicòleg, escriptor i empresari català. És convidat a televisions (TV3, Betevé, etcètera) i ràdios (Catalunya Ràdio, Rac1, Com Ràdio) com a tertulià polític, analista econòmic i també com a conferenciant. Ha escrit una quinzena de llibres.
Es va llicenciar en sociologia per la universitat de Deusto, i en psicologia per la universitat de Barcelona. També es va diplomar en administració d'empreses per la Stanford Business School, i graduar en periodisme a Madrid.
Va fer estudis de macro i microeconomia a la universitat d'Irvine (Califòrnia) i de mercats financers a la Universitat Yale (EEUU). Va exercir de professor titular de màrqueting d'ESADE.
Ha estat president executiu o conseller delegat d'empreses alimentàries, química industrial, publicitat, consultoria estratègica, responsabilitat social corporativa i d'altres.
És membre de la Conway Hall Ethical Society, American Marketing Association, Academy of Management, Skeptics Society, i del Col·legi Oficial de Psicòlegs de Catalunya.

## Obra escrita (selecció)
- No deixis que el vell entri a casa. Parcir Edicions Selectes, 2024.
- El capitalisme i el seu setè de cavalleria. Parcir Edicions Selectes, 2022.
- Memorial per als desmemoriats. Llibres Parcir, 2021.
- L'oligarca camuflat. Navona Editorial, 2019.
- Se'n va la recessió, la crisi és queda. Angle Editorial, 2014.[5]
- Catalunya, a la independència per la butxaca. Angle Editorial, 2012.
- Pequeño diccionario critico. 2009.
- Ajuste de cuentas. Ediciones Apostrofe, 1997.
- Psicología de la publicidad y de la venta. Ceac, 1982.